# 土スタ
『土スタ』（どスタ）は、NHK総合テレビジョンで1999年4月10日から放送されているトーク番組である。2016年4月現在の放送時間は、毎週土曜の13:50 - 14:50。
2022年12月までのタイトルは『土曜スタジオパーク』（どようスタジオパーク）。かつては「あなたの声に答えます」の副題があった。
2008年4月放送分以降、アナログ放送では映像サイズがレターボックス14:9、さらに2010年4月からは地上デジタル対策でレターボックス16:9で放送されていた。

## 概要
1995年にスタートした『スタジオパークからこんにちは』（ - 2017年3月16日終了）同様、東京都渋谷区神南にあるNHK放送センター内にあるNHKスタジオパークからの生放送番組である。
NHKで、放送中又は近日放送予定の注目の番組からピックアップして、番組出演者らをゲストに招いて番組の見所や収録こぼれ話を紹介する。原則として毎回前半と後半の2番組で、それぞれの番組の司会・主演など代表者1 - 2名（組）ずつがゲストとして登場する。ただし、連続テレビ小説や大河ドラマなどを題材にする場合は1時間で1番組を特集し、その番組出演者から複数名がゲスト出演することが多い。
加えて視聴者の疑問・質問を調査するコーナー、注目番組をまとめて紹介するコーナー「まるごとNHKフラッシュ」（通称：まるNフラッシュ→ななみフラッシュ）も放送、この3本柱で番組は進められる。視聴者からの質問は放送中はファクスで、それ以外の時間帯も番組ホームページからメールで募集する。地方局の場合、特別番組をこの時間帯に放送することがある。
また、1997年4月 - 1999年3月まで放送された『あなたの声に答えます』の後継のNHK自己批評番組として機能すると同時に、番組名も副題として引き継がれた。毎月の放送番組審議会（中央および国際）の概要を放送したほか、番組放送後に反響や批判の大きかった番組について制作担当者の釈明や謝罪を表明する場としても使われることがあった。この自己批評番組としての役割は、2005年度に『あなたとNHK』の放送が始まるまで続いた。
毎年11月の“関西ウィーク”実施週にはNHK大阪放送局のスタジオからの公開放送が行われ、連続テレビ小説（年度下半期は原則大阪制作）のヒロインや出演者がゲストに登場する。
また東京発の朝ドラや、大河ドラマを題材にした週で、その主演者がゲストとして出演する場合には、そのドラマの舞台となる地方都市のNHK各放送局のオープンスタジオ、ないしは公共施設からの生放送となる日がある。
毎年12月31日の『スタジオパークおおみそかスペシャル』の1部では、本番組の出演者をベースに進行する。
2011年4月 - 10月9日は施設のリニューアル工事を行うため見学コースを半年間休館したため、この期間中の公開放送は原則としてなかった。ただし、渋谷スタジオパーク以外の施設や放送局に出張しての生放送はこの限りではない（後述）。リニューアル工事終了後、本番組ではスタジオに観客を迎えての公開生放送が再開したが、平日の『スタジオパークからこんにちは』では観客はスタジオに入れなくなり、窓ガラス越しからの観覧に留まる形となった。その後、2014年4月からはNHKネットクラブプレミアム会員限定ではあるが、スタジオ内観覧が再開した。
2019年4月からはスタジオパークから常時放送される唯一の番組となっていた。2036年までのNHK放送センターの長期建て替えに伴い、2020年5月にスタジオパークを閉館した関係で、2020年度は同年6月27日まではスタジオパークCT-450スタジオから非公開での放送を継続し、7月4日以降は放送センター内の別スタジオに移動した。なお2022年1月の週刊誌で3月いっぱいで番組終了する意向を固めたと報道されたが、2022年度以降も当番組は継続されることになった。
スタジオパーク閉館後も番組名はそのままだったが、2023年1月14日からそれまでも略称として用いられていた『土スタ』を正式な番組名とした。スタジオパークの閉館でそれまでの略称としての意味が成立しなくなっていたため、タイトルには新たな番組コンセプトである『土曜にスターがやってくる!』の略という後付けがされている。同時にタイトルロゴのデザインとスタジオセットがリニューアルされ、カフェをイメージしたものとなり、番組内容も生放送のスタジオトークに重きを置くこととなった。

## 現在の出演者

### MC
- 浅野里香（NHKアナウンサー、2025年4月5日 -）
- 近藤春菜（ハリセンボン）（2019年4月6日 - ）
- 木村昴※（2024年5月18日 - ）
- コカドケンタロウ※（ロッチ）（2024年4月6日 - ）
- 松丸亮吾※（2024年4月13日- ）

※木村、コカド、松丸は週替わり

### ナレーター
- 鈴木麻里子（ナレーション）
番組初期は下記の日高、広中らと共に担当したが、後に鈴木単独による担当で固定された。

### コーナーMC
- ななみちゃん（NHK-BSキャラクター、声：小桜エツコ）（2012年 - ）
ゲストとの掛け合いやNHKの番組情報「ななみフラッシュ」を持ってくるという役回りで登場する。

## 過去の出演者

### MC
| 期間           | 期間           | MC           | MC                                             | MC           | MC                   |
| 期間           | 期間           | 男性         | 男性                                           | 女性         | 女性                 |
| 期間           | 期間           | アナウンサー | 俳優・芸人・タレント                           | アナウンサー | 俳優・芸人・タレント |
| -------------- | -------------- | ------------ | ---------------------------------------------- | ------------ | -------------------- |
| 1999年4月10日  | 2000年3月25日  | 宮本隆治     | 見栄晴                                         | （不在）     | 坂上みき             |
| 2000年4月1日   | 2003年3月29日  | 宮本隆治     | 見栄晴                                         | 小野文惠     | （不在）             |
| 2003年4月5日   | 2004年3月27日  | 宮本隆治     | 見栄晴                                         | 小野文惠     | 仲根かすみ           |
| 2004年4月3日   | 2005年3月26日  | 宮本隆治     | ビビる大木                                     | 小野文惠     | 楊原京子             |
| 2005年4月2日   | 2006年3月25日  | 塩屋紀克     | ビビる大木                                     | 小野文惠     | 楊原京子             |
| 2006年4月1日   | 2007年3月31日  | 塩屋紀克     | ビビる大木                                     | 小野文惠     | 優木まおみ           |
| 2007年4月7日   | 2008年3月29日  | 青井実       | ビビる大木                                     | 小野文惠     | 優木まおみ           |
| 2008年4月5日   | 2008年12月13日 | 青井実       | ビビる大木                                     | 小野文惠     | 倉科カナ             |
| 2008年12月20日 | 2010年3月27日  | 青井実       | ビビる大木                                     | 小野文惠     | （不在）             |
| 2010年4月3日   | 2010年12月25日 | （不在）     | 江戸むらさき ビビる大木                        | 小野文惠     | （不在）             |
| 2011年1月8日   | 2012年3月31日  | 小田切千     | 江戸むらさき ビビる大木                        | （不在）     | （不在）             |
| 2012年4月7日   | 2013年3月30日  | 小田切千     | ビビる大木                                     | （不在）     | 大沢あかね           |
| 2013年4月6日   | 2015年3月28日  | 高山哲哉     | ビビる大木                                     | （不在）     | 大沢あかね           |
| 2015年4月4日   | 2016年3月26日  | 吉田一貴     | ビビる大木                                     | （不在）     | 大沢あかね           |
| 2016年4月2日   | 2016年4月30日  | 中野淳       | ビビる大木                                     | （不在）     | 大沢あかね           |
| 2016年5月7日   | 2016年10月29日 | 中野淳       | ビビる大木                                     | （不在）     | 足立梨花             |
| 2016年11月5日  | 2017年3月25日  | 中野淳       | ビビる大木                                     | （不在）     | 大沢あかね           |
| 2017年4月1日   | 2018年3月31日  | （不在）     | （不在）                                       | 渡邊佐和子   | 渡辺直美 足立梨花    |
| 2018年4月7日   | 2019年3月30日  | 原口雅臣     | （不在）                                       | （不在）     | 渡辺直美 足立梨花    |
| 2019年4月6日   | 2020年3月28日  | 原口雅臣     | （不在）                                       | （不在）     | 近藤春菜 足立梨花    |
| 2020年4月4日   | 2021年3月27日  | 松岡忠幸     | （不在）                                       | （不在）     | 近藤春菜 足立梨花    |
| 2021年4月3日   | 2022年3月26日  | 後藤康之     | （不在）                                       | （不在）     | 近藤春菜 足立梨花    |
| 2022年4月2日   | 2023年3月11日  | 石井隆広     | （不在）                                       | （不在）     | 近藤春菜 足立梨花    |
| 2023年4月8日   | 2024年3月16日  | 佐々木芳史   | （不在）                                       | （不在）     | 近藤春菜 足立梨花    |
| 2024年4月6日   | 2025年3月15日  | 佐々木芳史   | 木村昴 コカドケンタロウ 松丸亮吾 （※週替わり） | （不在）     | 近藤春菜             |
| 2025年4月5日   | 現在           | （不在）     | 木村昴 コカドケンタロウ 松丸亮吾 （※週替わり） | 浅野里香     | 近藤春菜             |

### その他

#### 代役
- 石澤典夫（2002年11月2日、当時NHKアナウンサー）
宮本の代役で司会を担当した。なお、前身番組『あなたの声に答えます』では1997 - 98年度のレギュラー放送でキャスターを担当した。
- 小郷知子（2008年12月31日大みそかスペシャル、NHKアナウンサー）
小野が『第59回NHK紅白歌合戦』の総合司会となったため、代理で出演した。

#### リポーター
- 清水伸
- うすいしょうこ
『あなたの声に答えます』にもレギュラー出演した。
- 宮内美穂
- 安田顕（TEAM NACS）
安田は2008年度上半期の連続テレビ小説『瞳』に石田勇蔵役で出演しており、ドラマの放送期間中（2008年4月 - 9月）に本番組内の「勇蔵のキミの瞳にぞっこん!」というコーナーで『瞳』の撮影舞台裏をリポートした。

#### ナレーション
- 日高直人（元日本テレビアナウンサー、『あなたの声に答えます』でもナレーションを担当）
- 広中雅志
- 住友優子（2012年11月10日に番組全般のナレーションを担当）
- 太田真一郎（2012年11月10日に「まるNフラッシュ」のナレーションを担当）

## スタッフ
- 制作著作：日本放送協会

## テーマ曲
- 番組開始 - : 少年ナイフ『CATCH YOUR BUS』
- ボーイズ・タウン・ギャング『君の瞳に恋してる』
- 槇原敬之『優しい歌が歌えない』
- soul source production『Saturday in the park』（ - 2011年9月24日）
- 『Here Comes The Sun』（2011年10月8日 - 2019年3月16日）
- 土岐麻子『君に、胸キュン。』（2020年7月4日 - 2022年12月24日）
- 原田知世『ロマンス』（2023年1月14日 - ）

## ゲスト一覧
| 1999年（平成11年） | 1999年（平成11年）                     | 1999年（平成11年）       |
| 放送日             | ゲスト                                 | 出演番組                 |
| ------------------ | -------------------------------------- | ------------------------ |
| 4月10日            | 沢口靖子、有坂来瞳                     |                          |
| 5月１日            | 有坂来瞳                               |                          |
| 5月8日             | 田中美里                               | 緋が走る                 |
| 5月15日            | 夏木マリ、柳沢慎吾                     | 大河ドラマ「元禄繚乱」   |
| 5月22日            | 小林幸子、有坂来瞳、森口博子           |                          |
| 5月29日            | 松木安太郎、森川美穂、Hatake、住友真世 |                          |
| 6月5日             | 牧瀬里穂、ガダルカナル・タカ           |                          |
| 6月12日            | 梅沢富美男、知念里奈                   |                          |
| 6月19日            | 酒井美紀、松尾貴史、柊瑠美             | 連続テレビ小説 すずらん  |
| 6月26日            | 山本シュウ、須藤温子、中村又蔵         |                          |
| 7月3日             | 江守徹、三倉茉奈・佳奈、BOOMER         |                          |
| 7月10日            | 天海祐希、若村麻由美                   | 素敵にライバル           |
| 7月17日            | 石原詢子、えなりかずき                 |                          |
| 7月24日            | 柳生博                                 |                          |
| 7月31日            | 林家こぶ平、 中山秀征                  |                          |
| 8月28日            | 林マヤ、露那・優・彩加、池上一家       |                          |
| 9月4日             | 香川京子                               |                          |
| 9月18日            | 爆笑問題                               | ポップジャム             |
| 9月25日            | 宍戸錠                                 | 遠い親戚 近くの他人?     |
| 10月9日            | 竹内結子、榎園美穂                     | 連続テレビ小説「あすか」 |
| 10月16日           | 梅沢富美男、鈴木杏樹                   | 連続テレビ小説「あすか」 |
| 10月23日           | グッチ裕三                             | ハッチポッチステーション |
| 10月30日           | 葉加瀬太郎、森口博子                   |                          |
| 11月6日            | パンチ佐藤、宮澤ミシェル               |                          |
| 11月13日           | 宍戸開                                 |                          |
| 11月20日           | 西田ひかる、清水ミチコ                 |                          |
| 11月27日           | 吉田栄作、六平直政                     |                          |
| 12月4日            | 原田美枝子、小林千絵                   |                          |
| 12月11日           | 薬師丸ひろ子                           |                          |

| 2000年（平成12年） | 2000年（平成12年）                      | 2000年（平成12年）                 |
| 放送日             | ゲスト                                  | 出演番組                           |
| ------------------ | --------------------------------------- | ---------------------------------- |
| 1月8日             | 間寛平、ともさかりえ                    |                                    |
| 1月22日            | 津川雅彦、西田敏行                      | 大河ドラマ 「葵 徳川三代」         |
| 1月29日            | 髙嶋政伸、さだまさし                    |                                    |
| 2月5日             | 田中律子、平野レミ                      |                                    |
| 2月12日            | 大林素子、宮原英臣                      |                                    |
| 2月19日            | 西城秀樹、AIRA                          |                                    |
| 2月26日            | キャイ～ン、三倉茉奈・佳奈              | 天才てれびくん                     |
| 3月4日             | 鴻上尚史、ヒロコ・グレース ジン・タイラ |                                    |
| 3月18日            | 糸井重里                                |                                    |
| 3月25日            | 竹下景子、田中美里                      | 時代劇ロマン「一絃の琴」           |
| 4月8日             | 田畑智子                                | 連続テレビ小説「私の青空」         |
| 4月29日            | 天童よしみ                              |                                    |
| 5月6日             | 舞の海秀平                              | NHK大相撲解説                      |
| 5月13日            | 中村有志                                |                                    |
| 5月20日            | 樹木希林                                | 大河ドラマ 「葵 徳川三代」         |
| 5月27日            | 萬田久子                                |                                    |
| 6月3日             | 萩本欽一                                | 欽ちゃんとみんなでしゃべって笑って |
| 6月10日            | 大江千里                                |                                    |
| 6月17日            | 真野響子                                |                                    |
| 6月24日            | 栗山英樹                                |                                    |
| 7月1日             | 浅井槇平                                |                                    |
| 7月22日            | コロッケ、亀山房代                      |                                    |
| 7月29日            | 三國連太郎、加賀美幸子                  |                                    |
| 8月5日             | 宮沢りえ                                | おいね 父の名はシーボルト          |
| 8月26日            | 藤村志保                                | 時代劇ロマン「柳橋慕情」           |
| 9月2日             | 江守徹                                  |                                    |
| 9月9日             | 中野浩一、柱谷哲二                      |                                    |
| 10月7日            | 岡本綾                                  | 連続テレビ小説「オードリー」       |
| 10月14日           | 檀ふみ                                  |                                    |
| 10月21日           | 亀渕友香& The Voices of Japan (VOJA)    |                                    |
| 11月4日            | 細川直美                                | ドラマ家族模様 「マッチポイント!」 |
| 11月18日           | 山田まりや                              | 浪花少年探偵団                     |
| 11月25日           | 竹中直人                                | 菜の花の沖                         |
| 12月2日            | 真琴つばさ                              |                                    |
| 12月9日            | 池辺晋一郎                              |                                    |
| 12月16日           | 前川清、石原詢子                        | 第51回NHK紅白歌合戦                |

| 2001年（平成13年） | 2001年（平成13年）                                                | 2001年（平成13年）                         |
| 放送日             | ゲスト                                                            | 出演番組                                   |
| ------------------ | ----------------------------------------------------------------- | ------------------------------------------ |
| 1月6日             | 和泉元彌                                                          | 大河ドラマ「北条時宗」                     |
| 1月20日            | 林隆三                                                            |                                            |
| 1月27日            | みなみらんぼう、中島啓江                                          |                                            |
| 2月3日             | 宮崎美子、柳生博                                                  |                                            |
| 2月10日            | 山本寛斎                                                          |                                            |
| 2月17日            | 山寺宏一                                                          | アニメ「だぁ!だぁ!だぁ!」                  |
| 2月24日            | 篠原涼子                                                          | 大河ドラマ「北条時宗」                     |
| 3月3日             | 黒田福美                                                          |                                            |
| 3月17日            | ペギー葉山、ヘンリー・バンドwith M                                |                                            |
| 3月24日            | 柿沼郭、柴田祐規子、刈屋富士雄、住吉美紀（すべてNHKアナウンサー） |                                            |
| 3月31日            | 中井貴一、荒木大輔                                                |                                            |
| 4月7日             | 国仲涼子、東儀秀樹                                                | 連続テレビ小説「ちゅらさん」               |
| 4月28日            | 荒木大輔                                                          |                                            |
| 5月12日            | 山田孝之                                                          | 連続テレビ小説「ちゅらさん」               |
| 5月26日            | ロザンナ、coba、宮澤ミシェル                                      |                                            |
| 6月2日             | 涼風真世                                                          |                                            |
| 6月9日             | 北村一輝                                                          | 大河ドラマ「北条時宗」                     |
| 6月16日            | 兼高かおる                                                        |                                            |
| 6月23日            | ヨネスケ                                                          |                                            |
| 6月30日            | 渡辺俊䧺                                                          |                                            |
| 7月7日             | サンプラザ中野くん、佐藤藍子                                      |                                            |
| 7月14日            | 国井雅比古                                                        | プロジェクトＸ 〜挑戦者たち〜              |
| 7月21日            | 竹本孝之、佐藤満月                                                | 中学生日記                                 |
| 7月29日            | 高橋ひとみ                                                        | 陰陽師                                     |
| 8月5日             | 柄本明、宮沢りえ                                                  | 聖徳太子                                   |
| 8月25日            | 陣内孝則                                                          | 月曜ドラマシリーズ「ハート（Heart/Hurt）」 |
| 9月1日             | 小橋賢児                                                          | 連続テレビ小説「ちゅらさん」               |
| 9月8日             | 西田ひかる                                                        |                                            |
| 9月22日            | 近藤正臣                                                          |                                            |
| 9月29日            | ヨネスケ                                                          |                                            |
| 10月6日            | 池脇千鶴                                                          | 連続テレビ小説「ほんまもん」               |
| 10月13日           | 氷川きよし                                                        |                                            |
| 10月20日           | 松本明子                                                          |                                            |
| 10月27日           | ユン・ソナ                                                        |                                            |
| 11月17日           | 角田信朗                                                          |                                            |
| 11月24日           | 国仲涼子                                                          | 五瓣の椿                                   |
| 12月8日            | 大浦みずき                                                        |                                            |
| 12月15日           | 佐野史郎                                                          |                                            |
| 12月22日           | 細川たかし                                                        | 第52回NHK紅白歌合戦                        |

| 2002年（平成14年） | 2002年（平成14年）           | 2002年（平成14年）                                |
| 放送日             | ゲスト                       | 出演番組                                          |
| ------------------ | ---------------------------- | ------------------------------------------------- |
| 1月5日             | 唐沢寿明、松嶋菜々子         | 大河ドラマ「利家とまつ〜加賀百万石物語〜」        |
| 1月19日            | 冨田勲                       |                                                   |
| 1月26日            | 名取裕子                     | 大河ドラマ「利家とまつ〜加賀百万石物語〜」        |
| 2月2日             | 高野孝典、岡田眞澄           |                                                   |
| 2月23日            | 香川照之                     | 大河ドラマ「利家とまつ〜加賀百万石物語〜」        |
| 3月2日             | 別所哲也、セイン・カミュ     | 生存                                              |
| 3月23日            | 瀬戸朝香                     | 大河ドラマ「利家とまつ〜加賀百万石物語〜」        |
| 3月30日            | 田畑智子、篠田拓馬           | 私の青空2002                                      |
| 4月6日             | 高野志穂、今井環             | 連続テレビ小説「さくら」                          |
| 4月27日            | 池辺晋一郎、若村麻由美       |                                                   |
| 5月4日             | ダンカン、遙洋子             |                                                   |
| 5月11日            | 三宅健                       | 私の青空2002                                      |
| 5月18日            | 野口五郎                     | 連続テレビ小説「さくら」                          |
| 5月25日            | 宮澤ミシェル                 |                                                   |
| 6月1日             | 樹木希林                     |                                                   |
| 6月8日             | 及川光博                     | 大河ドラマ「利家とまつ〜加賀百万石物語〜」        |
| 6月22日            | 筧利夫                       | 恋セヨ乙女                                        |
| 7月6日             | 反町隆史                     | 大河ドラマ「利家とまつ〜加賀百万石物語〜」        |
| 7月14日            | 華原朋美                     | にっぽん愉快家族                                  |
| 7月20日            | 優香                         |                                                   |
| 8月3日             | 大杉漣                       | NHKスペシャル・ドラマ「焼け跡のホームランボール」 |
| 8月24日            | 明和電機、岩合光昭 ほか      |                                                   |
| 8月31日            | 上川隆也、岡崎栄             | 少年たち3                                         |
| 9月7日             | 酒井法子                     | 大河ドラマ「利家とまつ〜加賀百万石物語〜」        |
| 9月22日            | 富司純子、橋爪功             | 結婚泥棒                                          |
| 9月28日            | 宮地真緒                     | 連続テレビ小説「まんてん」                        |
| 10月5日            | 仲代達矢                     | 春が来た                                          |
| 10月12日           | 加藤茶                       |                                                   |
| 10月19日           | はな、金萬福                 |                                                   |
| 10月26日           | 藤井隆                       | 連続テレビ小説「まんてん」                        |
| 11月2日            | 中村有志、仲根かすみ         | フランス語会話                                    |
| 11月9日            | 北野大、グッチ裕三、三枝成彰 |                                                   |
| 11月23日           | 中川家                       |                                                   |
| 12月7日            | 宮本信子                     |                                                   |
| 12月14日           | 一路真輝                     | ゆうれい、貸します〜お染・恋の七変化〜            |
| 12月21日           | 小林幸子                     | 第53回NHK紅白歌合戦                               |

| 2003年（平成15年） | 2003年（平成15年）          | 2003年（平成15年）             |
| 放送日             | ゲスト                      | 出演番組                       |
| ------------------ | --------------------------- | ------------------------------ |
| 1月18日            | かたせ梨乃                  | 大河ドラマ「武蔵 MUSASHI」     |
| 1月25日            | 長嶋一茂                    | わたしはあきらめない           |
| 2月8日             | 槙原寛己、松村邦洋          |                                |
| 2月15日            | 高野志穂                    | 赤ちゃんをさがせ               |
| 2月22日            | 桂三枝                      |                                |
| 3月1日             | 岡田眞澄、矢沢心            |                                |
| 3月8日             | 五木ひろし                  |                                |
| 3月15日            | 橋田壽賀子、小林綾子        | 連続テレビ小説「おしん」       |
| 3月22日            | 茂森あゆみ                  | おかあさんといっしょ           |
| 3月29日            | 国仲涼子                    | ちゅらさん2                    |
| 4月5日             | 米倉涼子                    | 大河ドラマ「武蔵 MUSASHI」     |
| 4月26日            | 中越典子                    | 連続テレビ小説「こころ」       |
| 5月10日            | 松坂慶子                    | 月曜ドラマ「麻婆豆腐の女房」   |
| 5月24日            | 愛華みれ                    | 女神の恋                       |
| 6月1日             | 市川新之助                  | 大河ドラマ「武蔵 MUSASHI」     |
| 6月14日            | ROLLY                       |                                |
| 6月21日            | 細川茂樹                    | ブルーもしくはブルー           |
| 7月5日             | 中村玉緒                    | 大河ドラマ「武蔵 MUSASHI」     |
| 7月12日            | モト冬樹、羽田美加          | 連続テレビ小説「こころ」       |
| 7月19日            | 天童よしみ                  |                                |
| 7月26日            | ラサール石井、森口博子      |                                |
| 8月30日            | 大地真央                    | 愛の家〜泣き虫サトと7人の子〜  |
| 9月6日             | 松居直美、清水圭            | 難問解決!ご近所の底力          |
| 9月27日            | 浅野ゆう子、田島寧子        | 連続テレビ小説「てるてる家族」 |
| 10月11日           | 田中美里                    | 転がしお銀                     |
| 10月25日           | 池澤春菜                    |                                |
| 11月1日            | 石原さとみ                  | 連続テレビ小説「てるてる家族」 |
| 11月8日            | 三代目 神田山陽、中山エミリ | 科学大好き土よう塾             |
| 11月22日           | 釈由美子                    | 英語でしゃべらナイト           |
| 12月6日            | 石原さとみ、森口博子        | 連続テレビ小説「てるてる家族」 |
| 12月13日           | 森本レオ、岩代太郎          | 夢みる葡萄                     |
| 12月20日           | 北島三郎                    | 第54回NHK紅白歌合戦            |

| 2004年（平成16年） | 2004年（平成16年） | 2004年（平成16年）                             |
| 放送日             | ゲスト             | 出演番組                                       |
| ------------------ | ------------------ | ---------------------------------------------- |
| 1月24日            | 川中美幸           |                                                |
| 1月31日            | 上野樹里           | 連続テレビ小説「てるてる家族」                 |
| 2月7日             | 田畑智子           |                                                |
| 2月14日            | 鶴田真由           | 恋する京都                                     |
| 2月21日            | 藤村俊二           | 連続テレビ小説「まんてん」語り                 |
| 2月28日            | 藤原竜也           | 大河ドラマ「新選組!」                          |
| 3月6日             | 山本譲二           |                                                |
| 3月20日            | 西城秀樹           |                                                |
| 3月27日            | チェン・ミン       |                                                |
| 4月10日            | 財津一郎           | 連続テレビ小説「天花」                         |
| 4月24日            | 高木美保           | あなたも挑戦!ことばゲーム                      |
| 5月1日             | グッチ裕三         |                                                |
| 5月8日             | 森口博子           |                                                |
| 5月22日            | 宮本信子           | 月曜ドラマ「農家のヨメになりたい」             |
| 5月29日            | 真中瞳             | 夜ドラ「もっと恋セヨ乙女」                     |
| 6月5日             | 加賀まりこ         | 連続テレビ小説「天花」、BSあなたが選ぶ映画音楽 |
| 6月12日            | 山本太郎           | 大河ドラマ「新選組!」                          |
| 6月19日            | 夏木マリ           | BSふれあいホール                               |
| 6月26日            | 里見浩太朗         | アガサ・クリスティーの名探偵ポワロとマープル   |
| 7月10日            | 山本耕史           | 大河ドラマ「新選組!」                          |
| 7月17日            | 石黒賢             | 大河ドラマ「新選組!」                          |
| 7月24日            | 桃井かおり         | 夢・音楽館                                     |
| 7月31日            | 反町隆史           | シェラザード                                   |
| 9月4日             | 安達祐実           | 金曜時代劇「慶次郎縁側日記」                   |
| 9月11日            | 堺正章             | ちゅらさん3                                    |
| 9月18日            | coba               |                                                |
| 9月25日            | 原田夏希           | 連続テレビ小説「わかば」                       |
| 10月23日           | 三谷幸喜           | 大河ドラマ「新選組!」                          |
| 10月30日           | 東ちづる、綾戸智絵 | 連続テレビ小説「わかば」                       |
| 11月13日           | 八千草薫           | 輝く湖にて                                     |
| 12月4日            | 上原美佐           | 月曜ドラマシリーズ「オーダーメイド」           |
| 12月11日           | 岡田准一           | 正月時代劇ドラマ「大化改新」                   |
| 12月18日           | 石川さゆり         | 第55回NHK紅白歌合戦                            |

| 2005年（平成17年） | 2005年（平成17年）             | 2005年（平成17年）             |
| 放送日             | ゲスト                         | 出演番組                       |
| ------------------ | ------------------------------ | ------------------------------ |
| 1月8日             | 松坂慶子                       | 大河ドラマ「義経」             |
| 1月15日            | ばんばひろふみ                 | 連続テレビ小説「わかば」       |
| 1月22日            | 松本明子                       | 月曜ドラマシリーズ「ハチロー」 |
| 1月29日            | デーモン小暮閣下               | 双方向TV 地球☆ゴーラウンド     |
| 2月5日             | 松平健                         | 大河ドラマ「義経」             |
| 3月5日             | 片平なぎさ、リュ・シウォン     |                                |
| 3月12日            | 南原清隆                       | 大河ドラマ「義経」             |
| 3月19日            | 米倉涼子、仲間由紀恵、野際陽子 | ハルとナツ～届かなかった手紙～ |
| 3月26日            | 本仮屋ユイカ                   | 連続テレビ小説「ファイト」     |
| 4月9日             | 緒形直人                       | 連続テレビ小説「ファイト」     |
| 4月23日            | 中井貴一                       | 大河ドラマ「義経」             |
| 5月7日             | 錣山親方                       |                                |
| 5月14日            | 浅野ゆう子                     | よるドラ「笑う三人姉妹」       |
| 5月21日            | 涼風真世                       | NHKアニメ劇場「雪の女王」      |
| 5月28日            | 鶴見辰吾、眞鍋かをり           | 大河ドラマ「義経」             |
| 6月4日             | 由紀さおり                     | 連続テレビ小説「ファイト」     |
| 6月11日            | 高橋和也                       |                                |
| 6月18日            | 筧利夫                         | よるドラ「七色のおばんざい」   |
| 6月25日            | 藤あや子                       | NHKのど自慢                    |
| 7月2日             | 西田敏行                       | ジイジ2～孫といた夏～          |
| 7月9日             | コロッケ                       | BSふれあいホール               |
| 7月16日            | 中村雅俊                       | 音楽・夢くらぶ                 |
| 7月23日            | 城島茂                         | ABU未来への航海                |
| 8月27日            | 内野聖陽                       |                                |
| 9月4日             | 白石加代子                     | 大河ドラマ「義経」             |
| 9月11日            | グッチ裕三、氷川きよし         | きよしとこの夜                 |
| 9月18日            | 橋田壽賀子                     | ハルとナツ～届かなかった手紙～ |
| 10月1日            | 本上まなみ                     | トップランナー                 |
| 10月8日            | 村川絵梨                       | 連続テレビ小説「風のハルカ」   |
| 10月15日           | 糸井重里、山本耕史             | 月刊やさい通信、新選組!        |
| 10月30日           | 真矢みき                       | 連続テレビ小説「風のハルカ」   |
| 11月5日            | 萬田久子                       | デスパレートな妻たち           |
| 11月12日           | 相武紗季、三宅裕司             | 連続ドラマ「どんまい!」        |
| 11月19日           | 松尾貴史                       | 名作平積み大作戦               |
| 12月4日            | 滝沢秀明                       | 大河ドラマ「義経」             |
| 12月11日           | 伊東四朗                       | 名探偵赤富士鷹                 |
| 12月18日           | 天童よしみ                     | 第56回NHK紅白歌合戦            |

| 2006年（平成18年） | 2006年（平成18年）   | 2006年（平成18年）                               | 2006年（平成18年） |
| 放送日             | ゲスト               | 出演番組                                         | 備考               |
| ------------------ | -------------------- | ------------------------------------------------ | ------------------ |
| 1月7日             | 舘ひろし             | 大河ドラマ「功名が辻」                           |                    |
| 1月14日            | 玉木宏、鶴田真由     | 土曜ドラマ「氷壁」                               |                    |
| 1月28日            | 原田夏希             | 金曜時代劇「出雲の阿国」                         |                    |
| 2月4日             | 和久井映見           | 大河ドラマ「功名が辻」                           |                    |
| 2月11日            | 黒谷友香、山田純大   | ハイビジョン特撮ドラマ「生物彗星Woo」            |                    |
| 2月18日            | 茂木健一郎、リベラ   | プロフェッショナル 仕事の流儀 土曜ドラマ「氷壁」 |                    |
| 2月25日            | 江守徹               | シリーズ世界遺産100                              |                    |
| 3月4日             | 前田吟               | 大河ドラマ「功名が辻」                           |                    |
| 3月11日            | 永島敏行             | 福岡発地域ドラマ「いつか逢う街」                 |                    |
| 3月18日            | 生瀬勝久             | 謎のホームページ サラリーマンNEO                 |                    |
| 4月8日             | 宮﨑あおい           | 連続テレビ小説「純情きらり」                     |                    |
| 4月22日            | 江角マキコ、山本耕史 | 土曜ドラマ「マチベン」                           |                    |
| 4月29日            | 菅井きん             | 大河ドラマ「功名が辻」                           |                    |
| 5月6日             | イッセー尾形         | 芸術劇場「イッセー尾形 スタジオライブ」          |                    |
| 5月13日            | 福士誠治             | 連続テレビ小説「純情きらり」                     |                    |
| 5月20日            | 樋口可南子           | 土曜ドラマ「ディロン～運命の犬」                 |                    |
| 5月27日            | 坂東三津五郎         | 大河ドラマ「功名が辻」                           |                    |
| 6月3日             | 奥寺康彦             |                                                  |                    |
| 6月24日            | 井川遥               | 連続テレビ小説「純情きらり」                     |                    |
| 7月8日             | 髙嶋政伸             | 土曜ドラマ「人生はフルコース」                   |                    |
| 7月15日            | 佐久間良子           | 大河ドラマ「功名が辻」                           |                    |
| 7月22日            | えなりかずき         | クイズ日本の顔                                   |                    |
| 8月5日             | 森昌子               | 第38回思い出のメロディー                         |                    |
| 8月26日            | ユン・ソクホ         | 春のワルツ                                       |                    |
| 9月2日             | 上原多香子           | 木曜時代劇「ちいさこべ」                         |                    |
| 9月9日             | 永作博美             |                                                  |                    |
| 9月16日            | 原沙知絵             | ドラマ「介護エトワール」                         |                    |
| 10月7日            | 板尾創路             | 連続テレビ小説「芋たこなんきん」                 |                    |
| 10月14日           | 高橋英樹             | 木曜時代劇「慶次郎縁側日記3」                    |                    |
| 10月21日           | 高畑淳子             | 土曜ドラマ「魂萌え!」                            |                    |
| 10月30日           | 谷啓                 | 美の壺                                           |                    |
| 11月13日           | 田辺聖子             |                                                  | BKプラザから生放送 |
| 11月11日           | 戸田菜穂、Bom×Boa    | 土曜ドラマ「ウォーカーズ」                       |                    |
| 12月2日            | 「功名が辻」総集編   |                                                  |                    |
| 12月9日            | 大石静               | 大河ドラマ「功名が辻」                           |                    |
| 12月16日           | 坂本冬美             | 第57回NHK紅白歌合戦                              |                    |

| 2007年（平成19年） | 2007年（平成19年） | 2007年（平成19年） |
| 放送日             | ゲスト             | 出演番組           |
| ------------------ | ------------------ | ------------------ |
| 1月24日            |                    |                    |
| 1月31日            |                    |                    |
| 2月7日             |                    |                    |
| 2月14日            |                    |                    |
| 2月21日            |                    |                    |
| 2月28日            |                    |                    |
| 3月6日             |                    |                    |
| 3月20日            |                    |                    |
| 3月27日            |                    |                    |
| 4月10日            |                    |                    |
| 4月24日            |                    |                    |
| 5月1日             |                    |                    |
| 5月8日             |                    |                    |
| 5月22日            |                    |                    |
| 5月29日            |                    |                    |
| 6月5日             |                    |                    |
| 6月12日            |                    |                    |
| 6月19日            |                    |                    |
| 6月26日            |                    |                    |
| 7月0日             |                    |                    |
| 7月17日            |                    |                    |
| 7月24日            |                    |                    |
| 7月31日            |                    |                    |
| 9月4日             |                    |                    |
| 9月11日            |                    |                    |
| 9月18日            |                    |                    |
| 9月25日            |                    |                    |
| 10月23日           |                    |                    |
| 10月30日           |                    |                    |
| 11月13日           |                    |                    |
| 12月4日            |                    |                    |
| 12月11日           |                    |                    |
| 12月18日           |                    |                    |

| 2008年（平成20年） | 2008年（平成20年） | 2008年（平成20年） |
| 放送日             | ゲスト             | 出演番組           |
| ------------------ | ------------------ | ------------------ |
| 1月24日            |                    |                    |
| 1月31日            |                    |                    |
| 2月7日             |                    |                    |
| 2月14日            |                    |                    |
| 2月21日            |                    |                    |
| 2月28日            |                    |                    |
| 3月6日             |                    |                    |
| 3月20日            |                    |                    |
| 3月27日            |                    |                    |
| 4月10日            |                    |                    |
| 4月24日            |                    |                    |
| 5月1日             |                    |                    |
| 5月8日             |                    |                    |
| 5月22日            |                    |                    |
| 5月29日            |                    |                    |
| 6月5日             |                    |                    |
| 6月12日            |                    |                    |
| 6月19日            |                    |                    |
| 6月26日            |                    |                    |
| 7月0日             |                    |                    |
| 7月17日            |                    |                    |
| 7月24日            |                    |                    |
| 7月31日            |                    |                    |
| 9月4日             |                    |                    |
| 9月11日            |                    |                    |
| 9月18日            |                    |                    |
| 9月25日            |                    |                    |
| 10月23日           |                    |                    |
| 10月30日           |                    |                    |
| 11月13日           |                    |                    |
| 12月4日            |                    |                    |
| 12月11日           |                    |                    |
| 12月18日           |                    |                    |

| 2009年（平成21年） | 2009年（平成21年） | 2009年（平成21年） |
| 放送日             | ゲスト             | 出演番組           |
| ------------------ | ------------------ | ------------------ |
| 1月24日            |                    |                    |
| 1月31日            |                    |                    |
| 2月7日             |                    |                    |
| 2月14日            |                    |                    |
| 2月21日            |                    |                    |
| 2月28日            |                    |                    |
| 3月6日             |                    |                    |
| 3月20日            |                    |                    |
| 3月27日            |                    |                    |
| 4月10日            |                    |                    |
| 4月24日            |                    |                    |
| 5月1日             |                    |                    |
| 5月8日             |                    |                    |
| 5月22日            |                    |                    |
| 5月29日            |                    |                    |
| 6月5日             |                    |                    |
| 6月12日            |                    |                    |
| 6月19日            |                    |                    |
| 6月26日            |                    |                    |
| 7月0日             |                    |                    |
| 7月17日            |                    |                    |
| 7月24日            |                    |                    |
| 7月31日            |                    |                    |
| 9月4日             |                    |                    |
| 9月11日            |                    |                    |
| 9月18日            |                    |                    |
| 9月25日            |                    |                    |
| 10月23日           |                    |                    |
| 10月30日           |                    |                    |
| 11月13日           |                    |                    |
| 12月4日            |                    |                    |
| 12月11日           |                    |                    |
| 12月18日           |                    |                    |

| 2010年（平成22年） | 2010年（平成22年） | 2010年（平成22年） |
| 放送日             | ゲスト             | 出演番組           |
| ------------------ | ------------------ | ------------------ |
| 1月24日            |                    |                    |
| 1月31日            |                    |                    |
| 2月7日             |                    |                    |
| 2月14日            |                    |                    |
| 2月21日            |                    |                    |
| 2月28日            |                    |                    |
| 3月6日             |                    |                    |
| 3月20日            |                    |                    |
| 3月27日            |                    |                    |
| 4月10日            |                    |                    |
| 4月24日            |                    |                    |
| 5月1日             |                    |                    |
| 5月8日             |                    |                    |
| 5月22日            |                    |                    |
| 5月29日            |                    |                    |
| 6月5日             |                    |                    |
| 6月12日            |                    |                    |
| 6月19日            |                    |                    |
| 6月26日            |                    |                    |
| 7月0日             |                    |                    |
| 7月17日            |                    |                    |
| 7月24日            |                    |                    |
| 7月31日            |                    |                    |
| 9月4日             |                    |                    |
| 9月11日            |                    |                    |
| 9月18日            |                    |                    |
| 9月25日            |                    |                    |
| 10月23日           |                    |                    |
| 10月30日           |                    |                    |
| 11月13日           |                    |                    |
| 12月4日            |                    |                    |
| 12月11日           |                    |                    |
| 12月18日           |                    |                    |

## その他
- 歴代司会のうち、宮本と小田切は平日の『スタジオパークからこんにちは』の司会（宮本は1995年11月30日に堀尾正明の代役として、小田切は2003年度にレギュラーとして）、高山は『日曜スタジオパーク』の司会（2003年度レギュラー）も担当経験がある。
- 最多出演ゲストは山本耕史であり、最新出演日の2012年5月12日までで7回出演した。
- 当時フジテレビアナウンサーの中村仁美や戸部洋子がゲスト出演したことがある[注 12]。
- 2003年5月3日は、『ふれあい広場へようこそ デジタル放送 ふれあい広場2003』が放送されたため本番組は休止となったが、番組の進行は当時の本番組司会である宮本、小野、仲根で行われた。翌日の5月4日の進行も当時の『日曜スタジオパーク』司会の武内陶子と高山が担当した。なお、仲根は4日のクイズコーナーの回答者としても出演した。
- 新人のアナウンサーが入局すると、赴任前に本番組で全員が紹介されることが、2000年代後半頃からの慣例である[注 13]。
- 2003年9月20日は、当時大河ドラマ『武蔵 MUSASHI』に佐々木小次郎役で出演した松岡昌宏（TOKIO）をゲストに迎える予定であったが、政局関連ニュースのため放送休止となった。しかし、翌21日には『武蔵 MUSASHI』最大のクライマックスである「決闘! 巌流島」の放送を控えたため、同日の『土曜特集』枠で特集番組『大河ドラマ“武蔵”巌流島決戦!今夜放送!』を急遽放送した。当時の本番組と同じ宮本、小野、見栄晴、仲根が司会を務め、改めて松岡がゲストとして出演した。
- 青森局では、2004年10月23日放送分は『NHKのど自慢』の予選会を放送した関係から翌24日に振り替え放送する予定だったが、この23日の夕方に新潟県中越地震が発生したため、24日日中まで震災関連放送に充当した関係で結果的に青森局ではこの回の放送を返上する格好となった[注 14]。
- 2008年6月14日放送分は、プロ野球中継のため14:00 - 14:30の30分間の予定だったが、岩手・宮城内陸地震のニュースのため、当日の深夜（日付上では15日午前）0:40 - 1:00に録画放送された。
- 2008年12月20日放送分は、『篤姫』（再放送）の放送時間延長及び『天地人』のPR番組が放送されたため、14:20 - 15:00の40分間に短縮された。
- 2009年1月10日放送分は、全国大学ラグビー決勝の中継のため13:05 - 14:00に放送された。
- 2010年4月3日放送分は、第82回選抜高等学校野球大会決勝中継のため15:35 - 16:00の25分間の予定だったが、中継延長のため当日の深夜（日付上では4日午前）0:50 - 1:15に録画放送された（関西地区は4月9日深夜1:10 - 1:35）。
- 連続テレビ小説のヒロイン女優は大抵は4月・10月の放送開始に合わせて出演することが多いが、『ゲゲゲの女房』の松下奈緒は先述の2010年4月3日に次いで、6月12日の回にも登場した。
  - 松下は本番組に2011年7月23日の回まで5回と、比較的多く出演した。しかし、いずれも放送前に何らかのハプニングの発生や、放送時間が短縮されたりするジンクスがある。7月23日の放送前（大河ドラマ『江〜姫たちの戦国〜』の再放送中）にも岩手県遠野市で震度5強を観測する地震[注 15]があり、緊急地震速報の発表後に地震情報が伝えられ、本番組も5分間短縮された。
- 2009年4月から6月にかけて、データ放送連動で番組キャラクター「どーよちゃん」のデザインを決める企画が行われた。当時のレギュラー出演者（小野、青井、大木）と、その時のゲスト出演者の4人が事前に描いたデザインの中から、データ放送による投票で、1つずつパーツデザインを決めるというものであった。各パーツのデザインは、輪郭：小野文惠、目：加藤健一、鼻（花）：城島茂、顔のオプション（鼻）：クリス・ペプラー、口：青井実、胴体：吉川晃司、手：桜庭ななみ、足：藤原紀香、体のオプション（髪）：城田優。また誕生日は番組開始日と同じ1999年4月10日の設定となった。なお2012年以降は、ななみちゃんが実質上の番組キャラクターとなっている。
- 2010年8月28日は14:00 - 14:30に事前収録番組としてサマースペシャル『土スタ・パーラーへようこそ』（ゲスト：藤原紀香）を放送した。これは大木が当日、日本テレビ系列『24時間テレビ33 「愛は地球を救う」』の事前番組（生放送）の司会担当であったため、時間の関係で収録にせざるを得なかったことによるものである。
- 2009年以後、NHKが中継する主要ゴルフ競技会（メジャータイトル）の土曜日の生放送が主にBS-hiに特化され、地上波では当日撮って出しで夕方に放送されることが増えた。そのためゴルフ中継と重なる場合でも通常と同じ14時台の生放送が行われる[注 16]。
- 2010年11月23日は火曜日であったが、本番組の演出・司会者をベースとした特別番組『スタジオパーク 龍馬伝スペシャル』が放送された。メインゲストは大河ドラマ『龍馬伝』主演の福山雅治、サプライズゲストとして龍馬の父・八平役の児玉清が出演した。
- 2011年3月11日の東日本大震災発生後、NHKが震災報道に特化したために本番組の放送は4月2日まで休止された。4月9日から再開されたが、東北地方では同年4月30日までの間、震災報道のため休止となった平日の『スタジオパークからこんにちは』の中から1つの曜日をセレクトしたものに差し替えて放送し、本番組は休止となった。
- 東京渋谷のスタジオパークのリニューアル工事期間である2011年4月 - 10月9日までの放送のうち、4月9日の井上真央回は長野県松本文化会館より、6月11日のAKIRA（EXILE）回はNHK大阪放送局より、7月2日の綾小路きみまろ回はNHKみんなの広場ふれあいホールより、いずれも観覧客を事前募集の上で公開生放送した。8月27日には上野樹里をゲストにNHK名古屋放送局で同様に公開生放送をする予定であったが、民主党代表選共同記者会見の模様が急遽放送されることになったため、放送を休止し公開収録に切り替え、翌28日にオンエアとなった。
- 2012年9月15日予定分は特設ニュース「自民党総裁選挙公開討論会」が放送されたため、17日（月曜日・敬老の日の祝日）の13:05 - 14:00に放送された。
- 2013年2月9日は茨城県のみ茨城スペシャル「冬のおくりもの～こころひらくとき～」（第2部）放送のため休止となった。茨城県以外では通常通りに放送された。
- 2018年9月22日は「テレビ放送65年」「ラグビーワールドカップ1年前」を記念し、NHKと日本テレビがタッグを組んだ『テレビ放送開始65周年 NHK×日テレ コラボデー』の一環で、日本テレビの桝太一アナ、水卜麻美アナ、NHKの桑子真帆アナ、武田真一アナがゲストとして出演した[3][4]。
- 2019年1月26日予定分は番組放送途中で熊本で発生した地震の緊急臨時ニュースの為、途中で放送中止となった。急遽公開収録に切り替え、2月11日に放送された。
- 不定期に一度Jリーグ所属のクラブ主催試合が当該時間帯に中継される場合は所属クラブ担当の地方局のみ本番組を返上する措置をとる場合もある。
- 2024年1月13日は、当初14:05 - 14:55の生放送が予定された[注 17]が、能登半島地震[注 18]のライフライン情報を中心とした特設ニュース枠を設置する都合上、撮って出しとし23:20 - （14日）0:10に振り替えて放送された。
- 同年9月は2回にわたり、土曜日の生放送が特番のため行えなかったため、祝日の月曜日への振替が2週連続発生した。
  - 9月13日（テーマ:母の待つ里　ゲスト:宮本信子）は同日に自由民主党総裁選挙公開討論会[5]実施により9月16日9:15-10:00に45分短縮版に編集の上で代替放送された[6]。
  - 9月21日（テーマ:事件は、その周りで起きている ゲスト:笠松将）は、同日午前から、能登半島に線状降水帯が発生、それにより大雨特別警報が発令されたため[注 19]、急遽その関連の特設ニュース枠を設けた都合で休止[7]となったため、9月23日の10:05-11:00に代替放送された[8]。なお本来この時間は、9月16日の祝日特番として放送された『鶴瓶の家族に乾杯生放送スペシャルin輪島』を11:30までの予定で再放送することになっていたが、この番組の代替放送の実施による編成上の都合が取れなくなったため放送休止（後日改めて代替放送。11:00-11:30は別番組）となった。